# Eiger
O Eiger é uma montanha de 3970 m de altitude e 1168 m de proeminência topográfica nos Alpes Berneses, na Suíça. Faz parte do conjunto Jungfrau-Aletsch-Bietschhorn declarado Património da Humanidade pela Unesco em 2001. É o pico mais oriental da cadeia que se estende cruzando o Mönch (4099 m) e o Jungfrau (4158 m). O lado norte da montanha ergue-se cerca de 3 km sobre Grindelwald e outros vales habitados do Oberland bernês, e a vertente meridional fica frente à região de Jungfrau-Aletsch, coberta por alguns dos maiores glaciares dos Alpes. O seu cume-pai é o Mönch. 
A vertente norte do Eiger é considerada pela sua dificuldade em escalar como uma das grandes vertentes norte dos Alpes.

## Nome
O Eiger era mencionado já em documentos do século XIII mas não existem referências claras sobre a origem do seu nome. As três montanhas da cumeada chamam-se normalmente "A Donzela" (em alemão, Jungfrau, que se traduz como "Virgem" ou "Donzela"), "O Monge" (Mönch) e "O Ogre" (Eiger). O nome tem sido relacionado com o termo latino acer, que significa "agudo" ou "pontiagudo", mas mais frequentemente com o alemão eigen, no sentido de "característico". Dado se tratar de uma montanha mítica do alpinismo pela dificuldade de escalar a sua vertente norte, na qual morreram muitos montanhistas, justifica-se o nome de "Ogre".

## Descrição

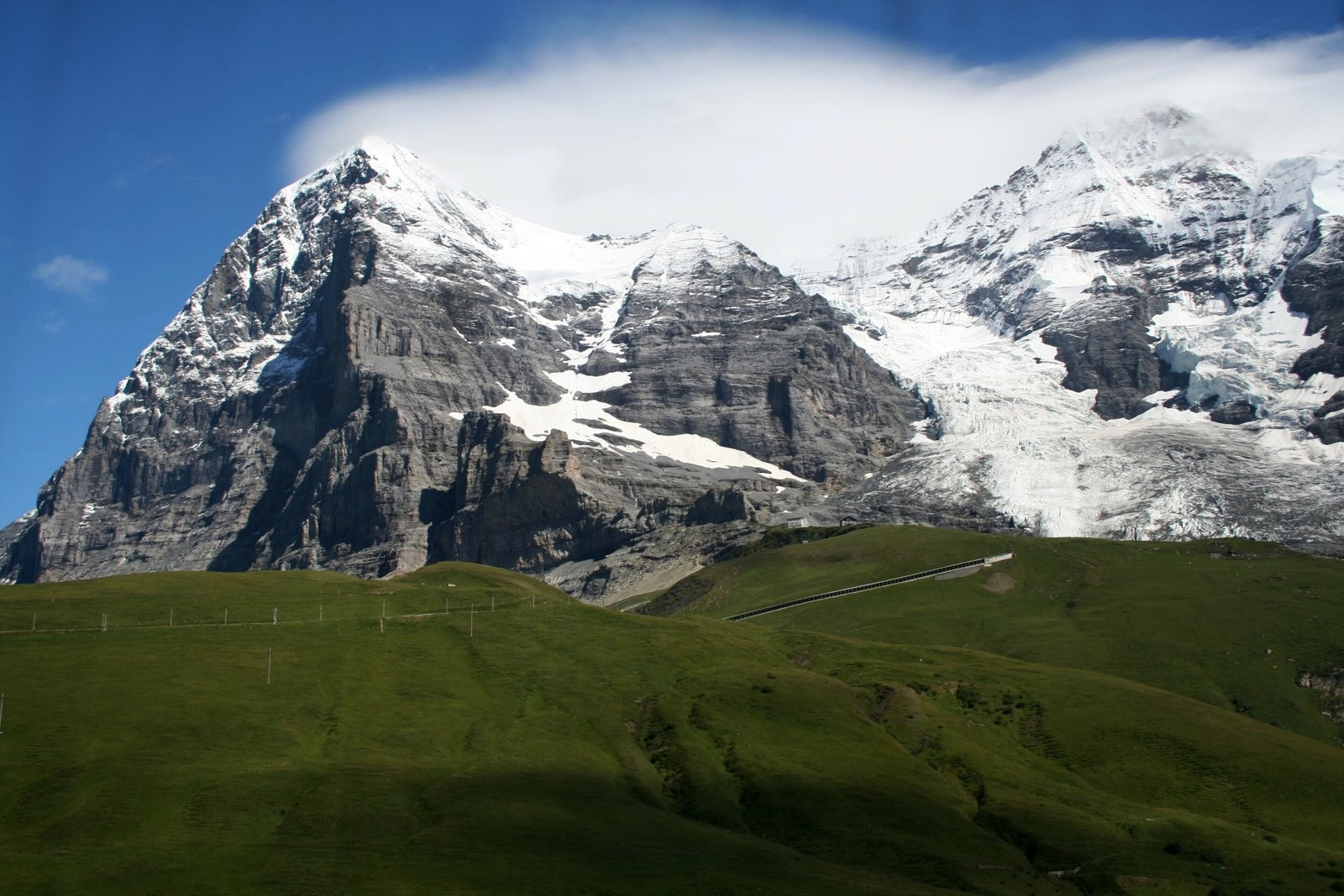
O Eiger e o Mönch vistos de perto do Kleine Scheidegg.

O Eiger situa-se 5,5 km a nordeste do Jungfrau, na parte nordeste dos Alpes Berneses. À mesma distância mas para a norte fica a localidade de Grindelwald, que está a cerca de 20 km de Interlaken. A oeste há outras localidades próximas, no vale de Lauterbrunnen. O Eiger ergue-se como uma pilha de rocha contínua, tão inclinada que dificilmente a neve fica pegada à encosta. A montanha propriamente dita não faz parte da cadeia principal dos Alpes Berneses. É uma enorme massa de pedra calcária, que se projeta desde a massa granítica do Mönch cruzando o Eigerjoch, e os glaciares de ambos os lados alimentam dois ramais da mesma corrente, o Lütschine, que se unem para desaguar no rio Aar.
A impressionante parede do Jungfrau, o Mönch e o próprio Eiger são o maciço mais visível dos Alpes Berneses, podendo ser observados a partir de muitos lugares a norte dos Alpes Suíços. A região é um dos principais destinos turísticos dos Alpes. Mais altos são o Finsteraarhorn (4270 m) e o Aletschhorn (4190 m), que se encontram cerca de 10 km a sul, mas são geralmente menos visíveis e ficam situados no meio de glaciares em zonas menos acessíveis. A vertente sul do maciço está formada só por grandes glaciares: Aletsch, Fiesch e Grindelwald inferior e é desabitada. O lugar classificado como Património da Humanidade abarca toda a zona, Jungfrau-Aletsch, compreendendo os cumes mais altos e os maiores glaciares dos Alpes Berneses.
A partir de Kleine Scheidegg há um túnel ferroviário que percorre o interior do Eiger e duas estações interiores proporcionam um fácil acesso a janelas com vistas sobre a ladeira da montanha. O caminho-de-ferro termina em Jungfraujoch, entre o Mönch e o Jungfrau, na estação ferroviária mais alta da Europa. Cerca de 2866 m dentro da montanha fica a estação ferroviária de Eigernordwand; a estação está ligada à vertente norte por um túnel, que já foi usado para resgatar escaladores.

## Face norte

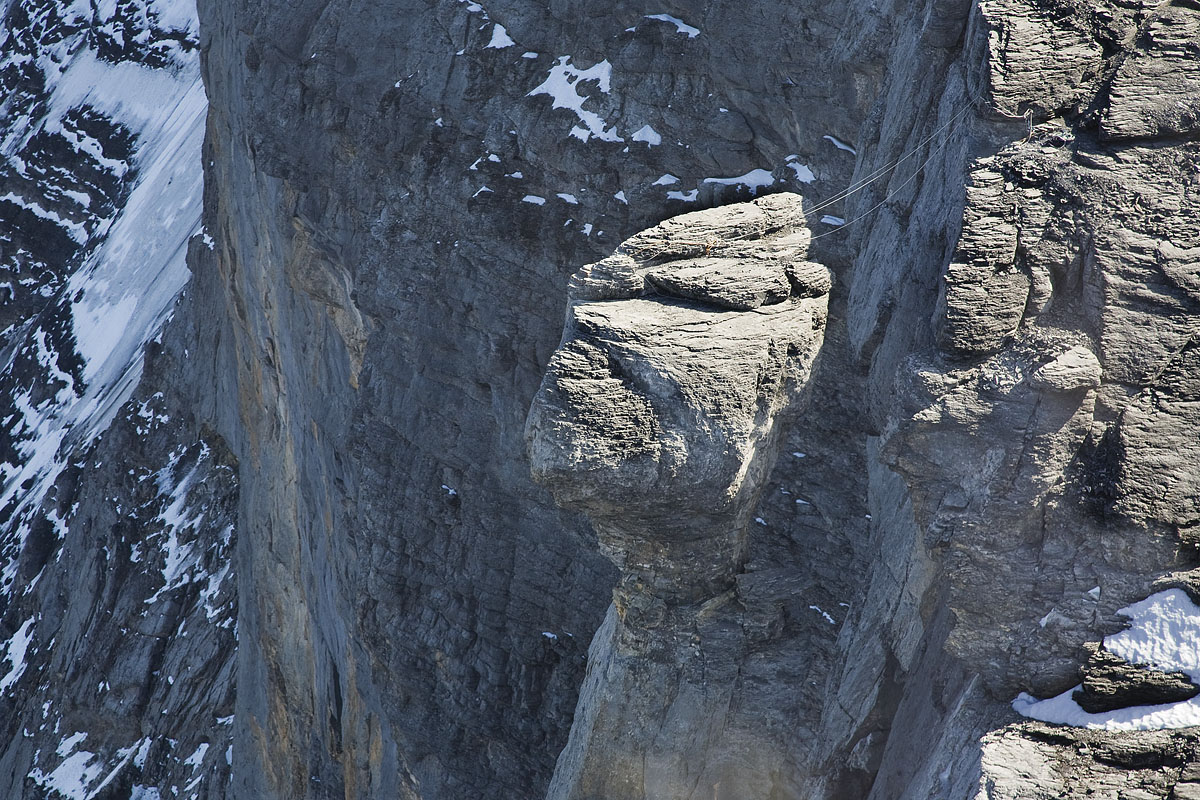
Vista próxima da vertente norte a partir da aresta oeste.

A espectacular Nordwand ("vertente norte" em alemão) é uma parede (face) vertical de mais de 1500 m de altura e com desnível de 1800 m desde o vale de Grindelwald (no cantão de Berna). Também é chamada Eigernordwand ("parede norte do Eiger"), e dado se tratar de uma montanha mítica do alpinismo pela dificuldade de escalar a sua vertente norte, na qual morreram muitos montanhistas, justifica-se o nome de "Ogre" .
A vertente norte ficou ligada ao nome de Fritz Kasparek que a conquistou em 1938.
Mais precisamente trata-se da vertente noroeste, entre a aresta oeste e a Mittellegi; por ser côncava e pela sua orientação, é sombria e fria. Na parte superior há uma secção denominada a "Aranha", um nevado em forma de estrela do qual parte uma série de gretas geladas que lembra as patas de uma aranha. Esse nome só foi usado por um dos primeiros escaladores da vertente norte, Heinrich Harrer, como título para o seu livro sobre a escalada da vertente norte do Eiger, Die Weisse Spinne ("A aranha branca"). É uma subida que tem lugares marcados com nomes evocadores como a "Travessia Hinterstoisser" (Hinterstoißer-Quergang), o "Ninho das Andorinhas" (Schwalbennest), "Bivaque da morte" (Todesbiwak), a "Rampa" ou "Prancha" (Rampe), a "Chaminé da Cascata","Travessia dos deuses" (Götterquergang), a "Aranha" (Spinne), as "fissuras de saída" e as "fissuras de quartzo", até se ligar com a "aresta Mittellegi" (Mittellegigrat) a norte.
N.B. Imagens e descrição das vias em Face norte do Eiger

## Os três grandes
O Eiger constitui uma das três grandes vertentes norte dos Alpes. Desde 1935, pelo menos 66 escaladores entre esses 66, Toni Kutz e seus companheiros em 1936,morreram em tentativas de subida pela vertente norte, o que lhe valeu o nome de Mordwand, literalmente "Parede assassina", um jogo de palavras sobre o nome em alemão Nordwand. Presentemente continua a ser considerado um formidável desafio, devido mais à crescente queda de rochas e aos cada vez menores nevados do que pelas suas dificuldades técnicas, que não são as maiores no alpinismo moderno. Muitas vezes no verão não se pode subir devido à queda de rochas; cada vez mais os escaladores têm vindo a escolher subi-la no inverno, quando a desguarnecida parede se encontra fortalecida pelo gelo. As rochas que se desprendem e caem com o calor são um dos principais perigos desta vertente, já que é uma montanha que se desprende ou desmorona. A instabilidade da vertente provou-se em 15 de julho de 2006, quando cerca de 700 000 metros cúbicos de rocha se desprenderam no lado oriental. Era algo para o qual se advertia há semanas e além disso caiu em zona desabitada: por isso não houve feridos nem danos em construções.